# 漢普希爾縣 (德克薩斯州)
漢普希爾縣（英語：Hemphill County）位美国德克萨斯州北部狹地的一個縣，東鄰奧克拉荷馬州，面積2,362平方公里。根据2020年美國人口普查，共有人口3,382人。縣治加拿大人鎮（Canadian）。該縣成立於1876年8月21日，縣政府成立於1887年7月5日；縣名紀念德克萨斯共和国首席大法官、美國聯邦參議員約翰·漢普希爾。